# حسن ليكا
حسن ليكا (بالألبانية: Hasan Lika‏) هو لاعب كرة قدم ومدرب كرة قدم ألباني في مركز الوسط، ولد في 1960 في تيرانا في ألبانيا. شارك مع منتخب ألبانيا لكرة القدم. أما مع النوادي، فقد لعب مع بارتيزاني تيرانا.

## وصلات خارجية
- حسن ليكا على موقع قاعدة بيانات كرة القدم.إي يو (الإنجليزية)
- حسن ليكا على موقع ناشيونال فوتبول تيمز (الإنجليزية)
- حسن ليكا على موقع Soccerway.com (الإنجليزية)